# Шевалье-де-Вильно, Франц Николаевич
Франц Николаевич Шевалье-де-Вильно (?—1801) — действительный статский советник, гофмейстер (директор) Пажеского корпуса, герой штурма Бендер в 1770 году.

## Биография
Обстоятельства ранних лет его жизни невыяснены. Во время русско-турецкой войны 1768—1774 годов он в чине капитана служил в егерской команде Рязанского карабинерного полка и 1 ноября 1770 года был награждён орденом св. Георгия 4-й степени (№ 75 по кавалерскому списку Судравского и № 74 по списку Григоровича — Степанова)
За отличную храбрость и мужество при осаде Бендерской крепости при различных с неприятелем сражениях, так и в самом штурме.
В конце 1770-х годов произведён в секунд-майоры.
Высочайшим указом императрицы Екатерины II от 21 апреля 1779 года Шевалье-де-Вильно определён в помощь к гофмейстеру Пажеского корпуса Ротштейну, но вскоре заступил на его место и оставался в этой должности в течение 18 лет. Указом императора Павла I от 11 сентября 1797 года он, получив чин майора (с переименованием в статские советники), был уволен от должности гофмейстера за старостью и болезнями. Тогда же должность гофмейстера Пажеского корпуса была преобразована в должность директора корпуса.
2 марта 1800 года марта Шевалье-де Вильно был пожалован из отставных в действительные статские советники и назначен в помощь капитану замка Зимнего дворца.
Скончался в 1801 году.